# アッキネーニ・ナゲシュワラ・ラオ
アッキネーニ・ナゲシュワラ・ラオ（Akkineni Nageswara Rao、1923年9月20日 - 2014年1月22日）は、インドの俳優、映画プロデューサー。「ANR」の通称で知られ、テルグ語映画で活動していた。75年間の活動の中で数々の作品に出演し、インド映画史上最も著名な人物の一人とされている。インド映画で最も成功した人物の一人であり、1960年代初頭にテルグ語映画の産業拠点をマドラスからハイデラバードに移行させようとした人物の一人でもある。1975年にテルグ語映画のインフラを整備するため、ハイデラバードにアンナプルナ・スタジオを設立した。2011年には同スタジオ内でアンナプルナ・インターナショナル・スクール・オブ・フィルム&メディアが設立された。
ナンディ賞を7つ、フィルムフェア賞 南インド映画部門を5つ受賞しており、さらにインド映画界で最も権威のあるダーダーサーヘブ・パールケー賞を受賞している。また、インド映画への貢献を認められパドマ・ヴィブーシャン勲章を授与されている。

## 生涯

### 生い立ち
現在のアーンドラ・プラデーシュ州クリシュナ県ラーマプラムで5人兄弟の末子として生まれる。父アッキネーニ・ヴェンカトラトナム、母アッキネーニ・パンナマは農民の出身だった。生家の経済状況が厳しかったため、アッキネーニは初等教育しか受けることができなかった。
10歳の時に芸術の分野に興味を抱き、劇場での活動を始める。当時、女性が舞台に立つことは禁止されていたためアッキネーニは女性役を専門に演じ、女性役として有名な俳優となった。彼のキャリアは、プロデューサーのガンタサラ・バーララーマイヤーが偶然彼をヴィジャヤワダ駅で見かけたことで転機を迎えた。彼は1941年に『Dharma Patni』で映画デビューし、2年後の1943年に『Seeta Rama Jananam』で主演を務めた。

### キャリア
アッキネーニは生涯でテルグ語映画を中心にタミル語映画、ヒンディー語映画に255本以上出演した。彼の出演作品の多くが興行収入的にも批評的にも大きな成功を収めた。映画俳優としての転機は1955年に出演した『Devadasu』であり、その後、彼は役柄が固定することを避けるため『Missamma』で初めてコミックリリーフを演じた。これ以降、彼は数多くのキャラクターを演じることになり、1981年公開の主演作『Premabhishekam』はテルグ語映画史上の大ヒット作の一つとなり、ハイデラバードで533日間上映された。
アッキネーニは伝記映画において歴史上の人物を演じて知名度を上げた。代表的な役柄としてソンダラディッポディ・アルヴァル（『Vipra Narayana』）、テナリ・ラーマクリシュナ（『Tenali Ramakrishna』）、カーリダーサ（『Mahakavi Kalidasu』）、ジャヤデーヴァ（『Bhakta Jayadeva』）、アマラシルピ・ジャカナチャリ（『Amara Shilpi Jakkanna』）、ツーカラム（『Bhakta Tukaram』）、カビール（『Sri Ramadasu』、ヴァールミーキ（『Sri Rama Rajyam』）などがある。また、神話を題材とした映画にも数多く出演しており、アビマニユ（『幻想市場』）、ヴィシュヌ（『Chenchu Lakshmi』）、ナラダ（『Bhookailas』）、アルジュナ（『Sri Krishnarjuna Yuddhamu』）などが知られている。
代表作として『Laila Majnu』『Devadasu』『Anarkali』『Batasari』『Mooga Manasulu』『Prema Nagar』『Premabhishekam』『Meghasandesam』があり、『Meghasandesam』はインド国際映画祭や第36回カンヌ国際映画祭、モスクワ国際映画祭で上映された。また、ブロックバスターを記録した『Ardhangi』『Bhale Ramudu』『Mangalya Balam』『Gundamma Katha』『Doctor Chakravarty』『Dharma Daata』『Dussehra Bullodu』では主演を務めた。
1966年公開の『Navaratri』では9役を演じた。アッキネーニの演技で最も評価が高いのは『Devadasu』の演技であり、同作はディリープ・クマールやシャー・ルク・カーン主演でリメイクされた。アッキネーニはラーマやクリシュナなど多くの神話上の人物を演じてきたが、彼は有名な不可知論者だった。

### 死去
2013年10月19日、アッキネーニは胃癌であることが判明した。彼は腹腔鏡手術を受けた2週間後、主演作『Manam』の撮影に参加した。2014年1月14日にアンナプルナ・スタジオの創立記念日に姿を見せたのが、最後の公の姿となり、1週間後の1月22日に死去した。彼は「演技の最中に死にたい」と常々語っており、彼にとって「相応しい最期」と評された。同作は同年11月29日に第45回インド国際映画祭で上映された。1月23日にアンナプルナ・スタジオ内で火葬され、アーンドラ・プラデーシュ州政府から最高の栄誉である21発の弔砲が贈られた。遺体はアーンドラ・プラデーシュ州映画商業会議所に安置された後にアンナプルナ・スタジオに運ばれ火葬されたが、数千人のファンが押し寄せたため州警察が出動して警備に当たった。

## 主なフィルモグラフィー
- Dharma Patni（1941年）
- Seeta Rama Jananam（1943年） - ラーマ
- Laila Majnu（1949年）
- Devadasu
- Anarkali（1955年） - ジャハーンギール
- Vipra Narayana（1955年） - ソンダラディッポディ・アルヴァル（英語版）
- Tenali Ramakrishna（1956年） - テナリ・ラーマクリシュナ（英語版）
- 幻想市場（1957年） - アビマニユ
- Bhookailas（1958年） - ナラダ（英語版）
- Chenchu Lakshmi（1958年） - ヴィシュヌ
- Mahakavi Kalidasu（1960年） - カーリダーサ
- Bhakta Jayadeva（1961年） - ジャヤデーヴァ
- Batasari（1961年）
- Sri Krishnarjuna Yuddhamu（1963年） - アルジュナ
- Amara Shilpi Jakkanna（1963年） - アマラシルピ・ジャカナチャリ（英語版）
- Navaratri（1966年）
- Bhakta Tukaram（1973年） - ツーカラム（英語版）
- Mooga Manasulu（1974年）
- Premabhishekam（1981年）
- Sri Ramadasu（2006年） - カビール
- Sri Rama Rajyam（2011年） - ヴァールミーキ
- Manam（2014年）

## 社会活動

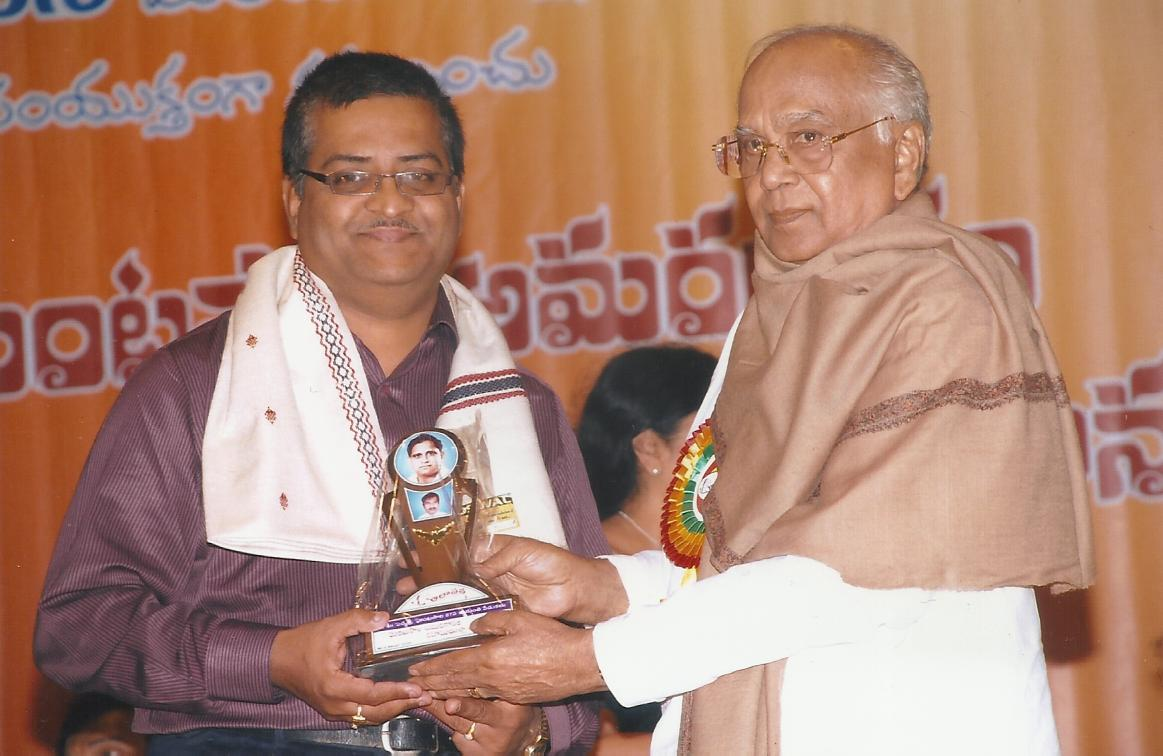
アッキネーニとアーチャールヤ・ファニンドラ

アッキネーニは積極的に社会活動を行っていた。彼は故郷ラーマプラムの開発を促進するため、アッキネーニ・ジャンマボーミ信託を設立した。また同地に橋（後にアッキネーニ橋と命名された）を建設し、経済の活性化に貢献した他、浄水施設を建設して安全な飲料水を確保した。
2005年にインド映画に貢献した人々を表彰するためにアッキネーニ国際財団を設立した。2011年には彼の家族によってアンナプルナ・インターナショナル・スクール・オブ・フィルム&メディアが設立された。また、アッキネーニは教育の重要性を理解し、ガンジー工科大学の奨学金を創設した。彼はグディヴァダにあるカレッジの学長を務め、このカレッジは後に彼の名前を冠してANRカレッジと改名された。この他にアーンドラ大学の終身理事、演劇学科の顧問を務めており、優秀な学科生を表彰するためにゴールド・メダルを創設した。2012年に妻アンナプルナを記念してアッキネーニ・アンナプルナ教育信託を創設している。

## 受賞歴
勲章
- パドマ・ヴィブーシャン勲章（英語版）（2011年）[26][27]
- パドマ・ブーシャン勲章（1988年）[28]
- パドマ・シュリー勲章（1968年）[29]

国家映画賞
- ダーダーサーヘブ・パールケー賞（1991年）[26][30]

フィルムフェア賞 南インド映画部門
- テルグ語映画部門主演男優賞
  - 『Sudigundalu』（1968年）[31][32]
  - 『Marapurani Manishi』（1978年）[33]
  - 『Aatma Bandhuvulu』（1987年）[34]
  - 『Seetharamaiah Gari Manavaralu』（1991年）[35][36]
- 生涯功労賞（英語版）（1988年）[37]

ナンディ賞
- ラグパティ・ヴェンカイアー賞（1989年）[26]
- NTRナショナル・アワード（1996年）[26]
- 主演男優賞
  - 『Doctor Chakravarty』（1964年）[38]
  - 『Antastulu』（1965年）[39]
  - 『Sudigundalu』（1967年）[40]
  - 『Meghasandesam』（1982年）[41]
  - 『Bangaru Kutumbam』（1994年）[42]

タミル・ナードゥ州映画賞
- 名誉賞（英語版）（1992年）